# Étienne Pérard
Pour les articles homonymes, voir Pérard.
Étienne Pérard, né en 1590 et mort en 1663, est un financier, homme politique et écrivain français.

## Biographie
En 1615, Étienne Pérard épouse Claudine de Bretagne qui lui donne plusieurs enfants, dont Jules, qui fut un habile conseiller au Parlement de Bourgogne. Il est mort doyen de sa compagnie le 5 mai 1663. Le révérend père jésuite P. Perry dit de lui dans son Histoire de Châlon : « Il étoit plein d'honneur et de mérite et que par ses autres excellents qualités, il fut honoré d'un Brevet de Conseiller d'État. » En 1657, il possédait une maison de campagne dans le centre du village de Fleurey-sur-Ouche en Côte-d'Or.
Il est mort avant la parution de son ouvrage le plus important, qui a fait sa renommée, dont son fils Jules assura la fin de la publication en 1664. Il prévient dans son épitre dédicatoire à Monsieur le prince, qu'il y a une suite à cet ouvrage dont son père avait réuni plus d'une vingtaine de gros portefeuilles conservés en partie chez le conseiller Pérard, petit-fils de l'auteur, et qui sont dignes d'être publiés si l'on s'en rapporte à l'accueil favorable du public pour ce premier ouvrage.

## Publications
- Recüeil de plusieurs Pièces curieuses servant à l'Histoire de Bourgogne, choisies parmi les Titres les plus anciens de la Chambre des Comptes de Dijon, des Abbayes & autres Eglises considérables, & des Archives des Villes & Communautés de la Province, pour justifier l'origine des Familles les plus illustres, & pour instruire des anciennes Loix, Coûtumes & Privilèges des Villes de la Bourgogne, Paris Cramosy, 1664, in folio, pag. 608.
- Notes fur le second volume de l'Histoire de Bourgogne  par André du Chesne  qui est :  Histoire Généalogique des Ducs de Bourgogne, imprimée en 1628, in-4° (manuscrit conservé par la Chambre des Comptes)

## Archives inédites
- Prérogatives de la Chambre des Comptes de Dijon, N°274, manuscrit de la Chambre des Comptes de Dijon.
- Extraits des Arrêts & Jugements rendus par le Conseil Privé de Philippe-le-Bon, Duc de Bourgogne, ès années 1438, 1439, 1440, 1441 & 1442 & en la Chambre des Comptes de Dijon depuis 1464 jusqu'en 1621. Registres des Cautions de la même Chambre, depuis 1490, jusqu'en 1628. Monsieur le Président Jean Bouhier de Savigny, possédera une copie manuscrite de ces extraits, contenus dans un volume in folio
- Extraits des anciens comptes rendus sous les Ducs de Bourgogne de la première et Second Race, sous les rois Loüis XI, Charles VIII, Loüis XII & François I par les Financiers & les Bailliages de la Province, manuscrit en 4 volumes in-4°
- Recüeil de plusieurs csfes remarquables, concernant la Relique de la Sainte Hostie, conservée en la Sainte Chapelle de Dijon; les présens faits à icelle, manuscrit

## Critiques
Certaines personnes[Lesquelles ?] lui firent le reproche de ne pas avoir cité les Layettes de la Chambre des Comptes de Dijon, et les  cotes des Titres imprimés dans ce recueil, ce qui paraît nécessaire, car il y en a beaucoup, et que les plus anciens inventaires n'en font point mention.